# It's No Good
«It's No Good» (en español, «No está bien») es el trigésimo segundo disco sencillo del grupo inglés de música electrónica Depeche Mode, el segundo desprendido de su álbum Ultra, publicado el 31 de marzo de 1997.
«It's No Good» es un tema compuesto por Martin Gore que se convirtió en el mayor éxito, y según algunas opiniones la mejor canción, del álbum Ultra. Como lado B aparece el tema instrumental «Slowblow» también de Gore, el cual fue el último lado B del disco. El instrumental en sí es lento y  cambiante.
Alcanzó el puesto 5 en el UK Singles Chart.

## Descripción
De casi todo el álbum Ultra fue el tema más sintético, manteniendo mucho de la aspereza que caracteriza algunas otras canciones del disco. Es una diatriba sobre las insatisfacciones en la relación de pareja, sentada sobre una melodía fuerte y cargada, pero sumamente electrónica, y aunque parezca una canción de reclamo a la pareja en realidad es una sentida sentencia de amor tras el estupor de los problemas, cuando los involucrados deben darse tiempo y asumir el papel que siempre les corresponderá.
Considerando la grave voz de barítono de David Gahan, pareciera un tema francamente machista en su imperioso clamor sentenciando “No digas que me quieres, No digas que me necesitas, No digas que me amas, Está entendido, No digas que estás bien allá fuera sin mí, Porque no está bien”. La musicalización, como otras de DM, está basada principalmente en una melodía bastante dramática y hasta tétrica que de paso lo vuelve un tema oscuro y pesaroso, mientras la letra sin concesiones llena de altivez y soberbia sólo ordena lo que debe ser, aunque no sea lo correcto.
A diferencia de otras canciones de DM, la letra se distingue por ser llana, directa, arrogante y hasta agresiva. Aunque en esencia es un poema de amor incondicional, en momento alguno no pierde la severidad y la rigidez que conlleva, mientras la música sumamente compuesta sólo le da más pesadez.
Curiosamente se conservó la guitarra totalmente trastocada por el complemento sintético mientras el efecto de percusión paradójicamente es muy suave, haciéndola una canción electroacústica que sin embargo está muy recargada hacia el lado más artificial de DM.
En su versión para radio está bastante simplificada contra la del álbum de cerca de seis minutos.

## Formatos

### En CD
| Mute CD Bong26 It's No Good |                                  |          |  |
| N.º                         | Título                           | Duración |  |
| 1.                          | «It's No Good»                   | 6:00     |  |
| 2.                          | «Slowblow» (Darren Price Mix)    | 6:29     |  |
| 3.                          | «It's No Good» (Bass Bounce Mix) | 7:17     |  |
| 4.                          | «It's No Good» (Speedy J Mix)    | 5:01     |  |

| Mute LCD Bong26 It's No Good |                                    |          |  |
| N.º                          | Título                             | Duración |  |
| 1.                           | «It's No Good» (Hardfloor Mix)     | 6:44     |  |
| 2.                           | «Slowblow»                         | 5:28     |  |
| 3.                           | «It's No Good» (Andrea Parker Mix) | 6:15     |  |
| 4.                           | «It's No Good» (Motor Bass Mix)    | 3:48     |  |

| Mute XLCD Bong26 It's No Good |                                                                          |          |  |
| N.º                           | Título                                                                   | Duración |  |
| 1.                            | «It's No Good» (en vivo en Londres en abril de 1997, de la Ultra Partie) | 4:06     |  |

Promocional
| Mute RLCD Bong26 It's No Good |                                     |          |  |
| N.º                           | Título                              | Duración |  |
| 1.                            | «It's No Good» (versión para radio) | 4:07     |  |
| 2.                            | «It's No Good» (versión del álbum)  | 6:01     |  |

Promocional para radio
| CD Reprise 17390 It's No Good |                                  |          |  |
| N.º                           | Título                           | Duración |  |
| 1.                            | «It's No Good»                   | 6:00     |  |
| 2.                            | «Slowblow» (Darren Price Mix)    | 6:27     |  |
| 3.                            | «It's No Good» (Bass Bounce Mix) | 7:15     |  |

| CD Reprise 9 43845-2 It's No Good |                                  |          |  |
| N.º                               | Título                           | Duración |  |
| 1.                                | «It's No Good»                   | 5:59     |  |
| 2.                                | «It's No Good» (Hardfloore Mix)  | 6:43     |  |
| 3.                                | «Slowblow»                       | 5:24     |  |
| 4.                                | «It's No Good» (Speedy J Mix)    | 5:05     |  |
| 5.                                | «It's No Good» (Bass Bounce Mix) | 7:15     |  |

CD 2004
Realizado para la colección The Singles Boxes 1-6 de ese año.
| Mute CD Bong26X It's No Good |                                          |          |  |
| N.º                          | Título                                   | Duración |  |
| 1.                           | «It's No Good»                           | 6:00     |  |
| 2.                           | «Slowblow»                               | 5:25     |  |
| 3.                           | «It's No Good» (Dom T's Bass Bounce Mix) | 7:15     |  |
| 4.                           | «It's No Good» (Speedy J Mix)            | 5:04     |  |
| 5.                           | «It's No Good» (Hardfloor Mx)            | 6:43     |  |
| 6.                           | «Slowblow» (Darren Price Mix)            | 6:29     |  |
| 7.                           | «It's No Good» (Andrea Parker Mix)       | 6:14     |  |
| 8.                           | «It's No Good» (Motor Bass Mix)          | 3:48     |  |

### En disco de vinilo
Por segunda ocasión, la única edición regular en 7 pulgadas fue sólo para los Estados Unidos, como con el anterior sencillo.
7 pulgadas Reprise 17390  It's No Good
| Lado A |                                    |          |  |
| N.º    | Título                             | Duración |  |
| 1.     | «It's No Good» (versión del álbum) | 5:59     |  |

| Lado B |                              |          |  |
| N.º    | Título                       | Duración |  |
| 1.     | «Slowblow» (Non-Album Track) | 5:25     |  |

12 pulgadas Reprise 43845  It's No Good
| Lado A |                                  |          |  |
| N.º    | Título                           | Duración |  |
| 1.     | «It's No Good» (Hardfloor Mix)   | 6:41     |  |
| 2.     | «It's No Good» (Bass Bounce Mix) | 7:15     |  |

| Lado B |                               |          |  |
| N.º    | Título                        | Duración |  |
| 1.     | «Its No Good» (Speedy J Mix)  | 5:00     |  |
| 2.     | «Slowblow» (Darren Price Mix) | 6:27     |  |

12 pulgadas Reprise PRO-A 8662-A  It's No Good
| Lado A |                                |          |  |
| N.º    | Título                         | Duración |  |
| 1.     | «It's No Good» (Speedy J Mix)  | 5:04     |  |
| 2.     | «It's No Good» (Hardfloor Mix) | 6:44     |  |

| Lado B |                                     |          |  |
| N.º    | Título                              | Duración |  |
| 1.     | «It's No Good» (Club 69 Future Mix) | 8:05     |  |
| 2.     | «It's No Good» (Club 69 Future Dub) | 7:06     |  |
| 3.     | «It's No Good» (Club 69 Funk Dub)   | 5:06     |  |

Promocional
12 pulgadas Mute 12Bong26  It's No Good
| Lado A |                                |          |  |
| N.º    | Título                         | Duración |  |
| 1.     | «It's No Good» (Hardfloor Mix) | 6:43     |  |
| 2.     | «It's No Good» (Speedy J Mix)  | 5:04     |  |

| Lado AA |                                    |          |  |
| N.º     | Título                             | Duración |  |
| 1.      | «It's No Good» (Motor Bass Mix)    | 3:48     |  |
| 2.      | «It's No Good» (Andrea Parker Mix) | 6:14     |  |
| 3.      | «It's No Good» (Dom T Mix)         | 7:16     |  |

## Vídeo promocional
«It's No Good» fue dirigido por Anton Corbijn. El vídeo, bajo la pista de su versión para radio, muestra a DM como un trío de músicos de poca monta comenzando por tomar su turno en un cabaret en donde los asistentes acaban de pleito. El vídeo de Corbijn, totalmente a color como no es normal en él, fue como siempre realizado con su particular visión simplista de entender los conceptos del grupo, así David Gahan no tiene sincronía con la pista de la canción, el presentador no sabe pronunciar bien el nombre de la canción, deliberada y aparentemente está todo mal filmado con escenas mal actuadas, vestidos de modo muy pretencioso, en suma como el título de la canción, No Está Bien.
Martin Gore es el tecladista del trío de perdedores, Andrew Fletcher toca el contrabajo, y cuentan con un par de bailarinas, pero nada parece salirles bien. Después de su malograda presentación, en taxi se pasan al Hotel ULTRA en donde nuevamente tocan pero les roban el poco dinero que llevan sin siquiera darse cuenta. Por último, sin dinero las chicas toman otro taxi dejándoles solos bajo la noche, y caminando se van con sus instrumentos y su ropa a cuestas.
El video se incluye en la colección The Videos 86>98 de 1998, en The Best of Depeche Mode Volume 1 de 2006 y en Video Singles Collection de 2016.
Adicionalmente para la gira Exciter Tour Corbijn realizó un cortometraje como proyección de fondo para las ejecuciones del tema en concierto, una suerte de vídeo alterno en el cual Gahan aparece entrando a un pequeño local de comida en donde únicamente atiende una camarera a quien le pide su orden y asume una actitud de querer decirle algo, pero no se atreve, hasta que entran Gore y Fletcher como nuevos clientes y pronto comienzan a flirtear con ella hasta llevársela, dejando a Gahan solo, tristón y meditando. Además en la proyección se alternan tres pantallas de abundante texto remarcando los tres monosílabos que conforman el título de la canción.

## En directo
«It's No Good» ha estado presente desde su introducción en la gira The Singles Tour, que extraoficialmente fue gira del álbum Ultra, aunque desde luego también apareció en las dos Ultra Parties, después se reincorporó en el Exciter Tour y en el Tour of the Universe en todas las fechas, así como en el  Global Spirit Tour, en casi todas las fechas, y posteriormente en todas las fechas del Memento Mori World Tour.
La interpretación aunque electroacústica revela mucha predominancia de los elementos sintéticos, como pocos temas de DM posteriores a 1993, la característica parte del teclado la lleva a cabo el tecladista Peter Gordeno, quien durante el Exciter Tour hizo una reproducción de la forma en como aparece en el álbum Ultra; posteriormente, en las otras giras, ha hecho una interpretación que varía la ejecución del teclado, recargando aún más su forma eminentemente electrónica y en una notación más grave.

## Lista de posiciones
| Listas (1997)                                   | Mejor posición |
| ----------------------------------------------- | -------------- |
| UK Singles Chart                                | 5              |
| Australian ARIA Singles Chart                   | 52             |
| Lista de sencillos austriacos                   | 28             |
| Belgian Ultratop Chart (Flanders)               | 43             |
| Belgian Ultratop Chart (Wallonia)               | 14             |
| Canadian Billboard Singles Chart                | 14             |
| Lista GfK danesa                                | 50             |
| Lista de sencillos finlandesa                   | 5              |
| Lista de sencillos alemana                      | 5              |
| Lista de sencillos irlandesa                    | 13             |
| Lista de sencillos noruega                      | 11             |
| Lista de sencillos suecia                       | 1              |
| Lista de sencillos suiza                        | 30             |
| US Billboard Hot 100                            | 38             |
| US Billboard Adult Top 40                       | 31             |
| US Billboard Modern Rock Tracks                 | 4              |
| US Billboard Hot Dance Music/Club Play          | 1              |
| US Billboard Hot Dance Music/Maxi-Singles Sales | 13             |